# Washington (football, 1978)
Pour les articles homonymes, voir Washington.
Washington Luiz Mascarenhas Silva est un footballeur brésilien né le 23 août 1978. Il est attaquant.